# Parasudis fraserbrunneri
Parasudis fraserbrunneri is een straalvinnige vissensoort uit de familie van groenogen (Chlorophthalmidae). De wetenschappelijke naam van de soort is voor het eerst geldig gepubliceerd in 1953 door Max Poll.